# 16646 Sparrman
16646 Sparrman este un asteroid din centura principală de asteroizi.

## Descriere
16646 Sparrman este un asteroid din centura principală de asteroizi. A fost descoperit pe 19 septembrie 1993 la Caussols de Eric Walter Elst. Asteroidul prezintă o orbită caracterizată de o semiaxă mare de 2,35 ua, o excentricitate de 0,08 și o înclinație de 6,6° în raport cu ecliptica.